# Georgette Paul
Georgette Paul, pseudoniem van Catherine Veber (geboren als Catherine Agadjanian; 1901-1990) was een Franse romanschrijver.

## Persoonlijk
Ze is de moeder van Francis Veber.
- Bibliothèque nationale de France: cb11029655t (data)
- Virtual International Authority File: 294886693